# Take Me with U
Take Me with U ist ein 1984 veröffentlichter Song des US-amerikanischen Musikers Prince, den er geschrieben, komponiert, arrangiert und produziert hat. Das Stück wurde am 25. Januar 1985 als fünfte und letzte Single seines Albums Purple Rain ausgekoppelt. Er nahm Take Me with U mit seiner damaligen Begleitband The Revolution auf und singt das Stück im Duett mit Apollonia Kotero. Zudem ist der Song im Film Purple Rain zu hören.

## Hintergrund
Das Lied ist ein Duett mit Apollonia Kotero und sollte ursprünglich auf ihren Album Apollonia 6 erscheinen, aber letztlich entschied sich Prince für Purple Rain. Das Stück Take Me with U war sein erstes Duett. Auf der B-Seite ist Baby I'm a Star, ebenfalls auf Purple Rain zu hören, platziert.
Take Me with U ist auch auf der Prince-Kompilation 4Ever (2016) zu hören. Außerdem ist der Song auf dem Album Purple Rain Deluxe (2017) zu finden.

## Coverversionen (Auswahl)
Verschiedene Interpreten nahmen Coverversionen von Take Me with U auf, wie beispielsweise:
- 2003: Marshall Crenshaw
- 2009: Sharon Jones and The Dap-Kings
- 2010: Sharleen Spiteri
- 2016: Susan Voelz
- 2016: Tillery